# 옌스 켈러
옌스 켈러(Jens Keller, 1970년 11월 24일, 바덴뷔르템베르크주 슈투트가르트 ~)는 은퇴한 독일의 축구 선수로, 현역 시절 수비수로 활약하였다.

## 선수 경력
그는 현역 시절에 슈투트가르트, 1860 뮌헨, 볼프스부르크, 쾰른, 그리고 아인트라흐트 프랑크푸르트에서 활약하였다.

## 감독 경력
2010년 10월 13일, 켈러는 정식 감독이 부임하기 전까지 슈투트가르트의 감독 대행을 맡았다. 그로부터 두달 후인 2010년 12월 12일, 그의 후임으로 브루노 라바디아가 선정되었다.
2012년 12월 16일, 켈러는 샬케 04의 U-17 감독에서 신임 1군 감독으로 승진하였다. 그의 샬케 04와의 계약은 시즌 말에 종료되기로 예정되어 있었다. 2013년 5월 10일, 켈러의 샬케 04 계약은 2시즌 더 연장되었다.

## 감독 경력 통계
2014년 5월 10일 기준
| 팀           | 취임             | 해임             | 기록 | 기록 | 기록 | 기록 | 기록  | 기록  |
| 팀           | 취임             | 해임             | 전   | 승   | 무   | 패   | 승률  | 참조  |
| ------------ | ---------------- | ---------------- | ---- | ---- | ---- | ---- | ----- | ----- |
| 슈투트가르트 | 2010년 10월 13일 | 2010년 12월 12일 | 13   | 5    | 3    | 5    | 38.46 | [ 6 ] |
| 샬케 04      | 2012년 12월 16일 | 현임             | 66   | 34   | 12   | 20   | 51.52 | [ 7 ] |
| 합계         | 합계             | 합계             | 79   | 39   | 15   | 25   | 49.37 | —     |